# Thalmannorecurvoides
Thalmannorecurvoides es un género de foraminífero bentónico considerado un sinónimo posterior de Thalmannammina de la subfamilia Recurvoidinae, de la familia Ammosphaeroidinidae, de la superfamilia Recurvoidoidea, del suborden Lituolina y del orden Lituolida. Su especie tipo era Thalmannorecurvoides simplex. Su rango cronoestratigráfico abarcaba el Cretácico.

## Discusión
Clasificaciones previas incluían Thalmannorecurvoides en la familia Haplophragmoididae y superfamilia Lituoloidea, así como en el suborden Textulariina del orden Textulariida, o en el orden Lituolida sin diferenciar el suborden Lituolina.

## Clasificación
Thalmannorecurvoides incluía a las siguientes especies:
- Thalmannorecurvoides pluricameratus †
- Thalmannorecurvoides simplex †